# Sphodromantis conspicua
Sphodromantis conspicua es una especie de mantis de la familia Mantidae.

## Distribución geográfica
Se encuentra en Burkina Faso y Senegal.